# Битка за Лас Мерседес
Битката за Лас Мерседес е последната битка от операцията „Верано“ на Кубинската революция.
Направена е засада, така че партизаните да бъдат обградени и унищожени. Генерал Кантийо успява незабелязано да включи нови части и да обкръжи партизаните. Намирайки се в безизходица, Фидел Кастро моли за спиране на огъня и преговори. Кантийо приема поради неизвестни причини, въпреки че има шанса да унищожи напълно малцината останали бунтовници. Междувременно друга колона, водена от Че Гевара успява да спре настъплението на нови 1500 души от армията на Батиста, които пристигат на помощ.
Някои военни стратези обвиняват Че Гевара, че не се е притекъл на помощ на Рене Латур и неговата група, които поемат тежки загуби и самият Латур е убит. Други военни специалисти обаче квалифицират постъпката на Че като блестяща военна стратегия. След като е обявено спиране на огъня, на 2 август започват преговори без никакъв резултат. Междувременно обаче Кастро малко по малко успява да изтегли хората си незабелязано обратно в планината. Когато на 8 август Еулохио Кантийо подновява атаката, не намира никого.
Макар че формално това се счита за победа на Батиста поради дадените жертви от страна на партизаните, Фидел Кастро счита това за победа и подготвя нова офанзива.